# BMC Invitation 1972
Il BMC Invitation 1972 è stato un torneo di tennis giocato sul cemento. È stata la 2ª edizione del torneo, che fa parte del Virginia Slims Circuit 1972. Si è giocato a San Francisco negli USA dal 12 al 15 gennaio 1972.

## Campionesse

### Singolare
Billie Jean King ha battuto in finale  Kerry Melville con il punteggio di 7–6, 7–6

### Doppio
Rosemary Casals /  Virginia Wade hanno battuto in finale  Françoise Dürr /  Judy Tegart Dalton con il punteggio di 6–3, 5–7, 6–2